# トライアンフ・ヘラルド
ヘラルド (HERALD) は、トライアンフが製造・販売していた自動車である。

## 概要
スタンダード8と10の後継車として登場ヘラルドはX型のセパレートフレームにミケロッティデザインのボディーを載せ、2ドアサルーン、コンバーチブル、クーペ、バンそしてステーションワゴンと豊富なボディーバリエーションを誇った。
エンジンは全て水冷直列4気筒のOHVで、排気量948 cc、1,147 cc (Herald 1200)、1,296 cc (13/60) の3種が設定され、組み合わせるギアボックスはフロアシフトの4速マニュアルのみであった。
1950年代後半Morris Minor、Ford PopularそしてAustin A35などのライバルがひしめく中で、Standard-Triumphのサルーンレンジは、見た目は地味だが、刷新的であった小型4気筒803 ccと948 ccエンジンを搭載するスタンダード8と10がトライアンフの2シーター小型スポーツカーと並行して大きな成功を収めていた。 そしてこの時期に次なるモデルとして登場したのがヘラルドであった。
後継モデルは1965年登場の1300および1970年登場のトレドである。

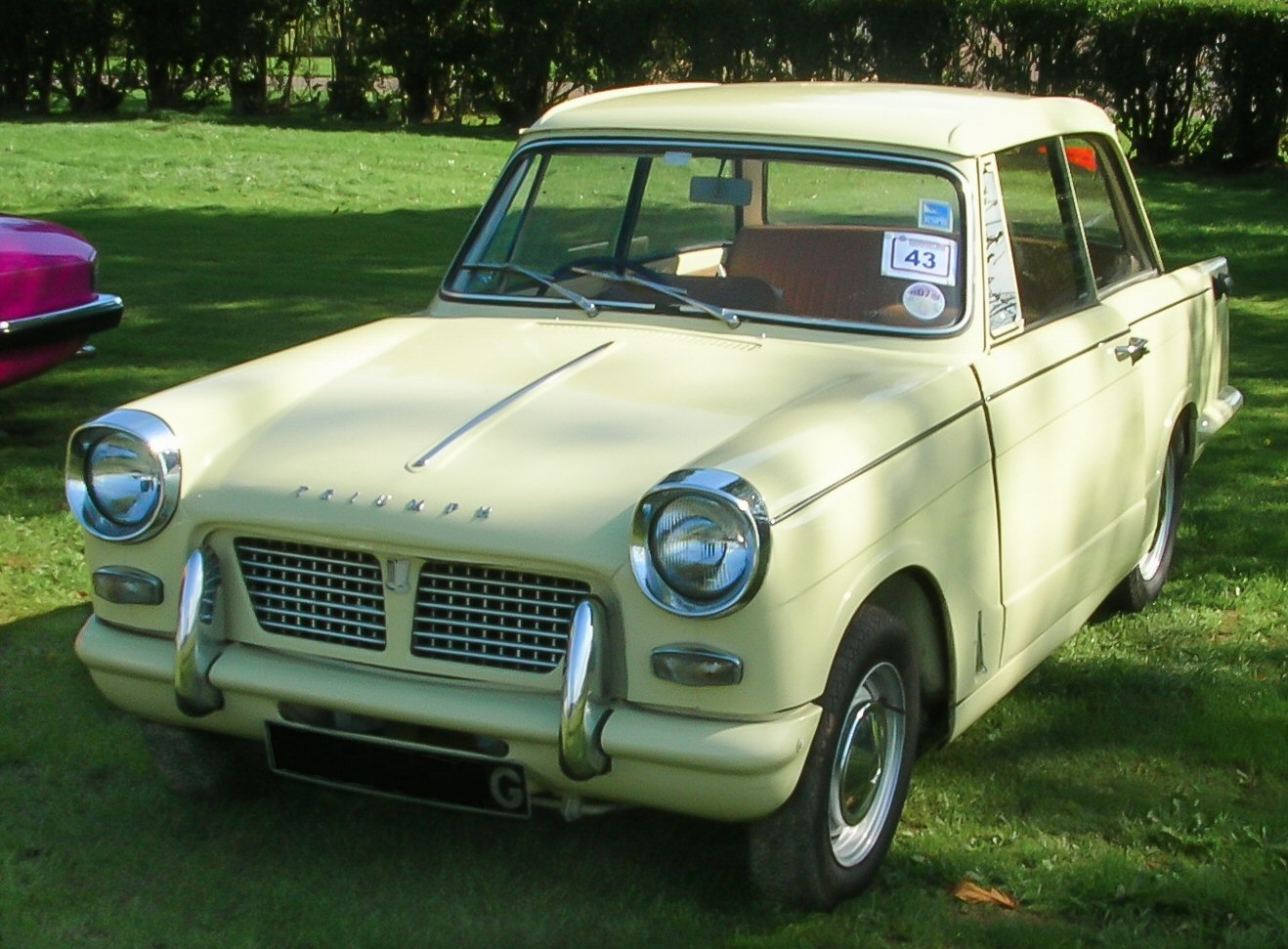
ヘラルド 1200 (1968年)
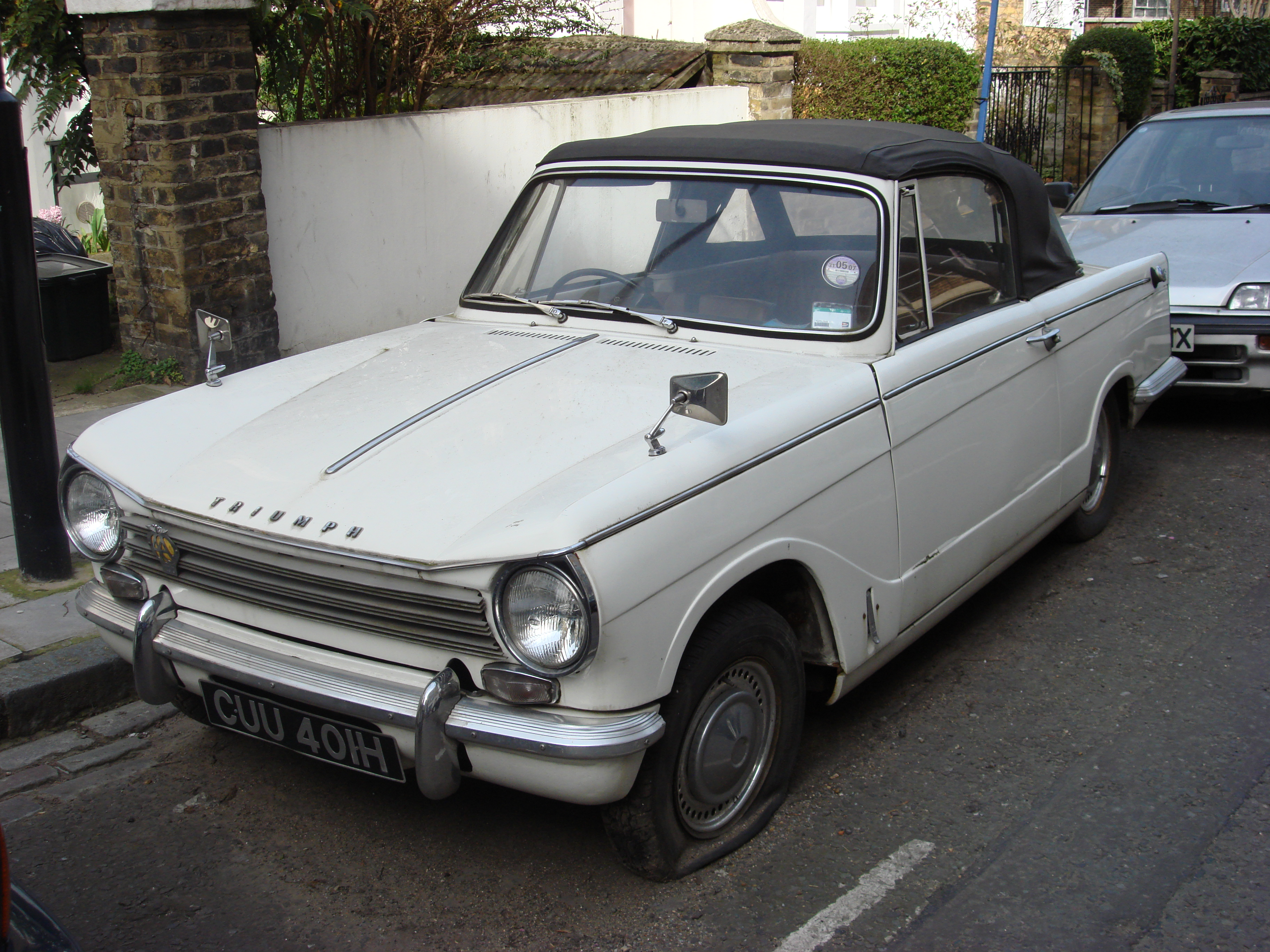
ヘラルド 13/60 コンバーチブル
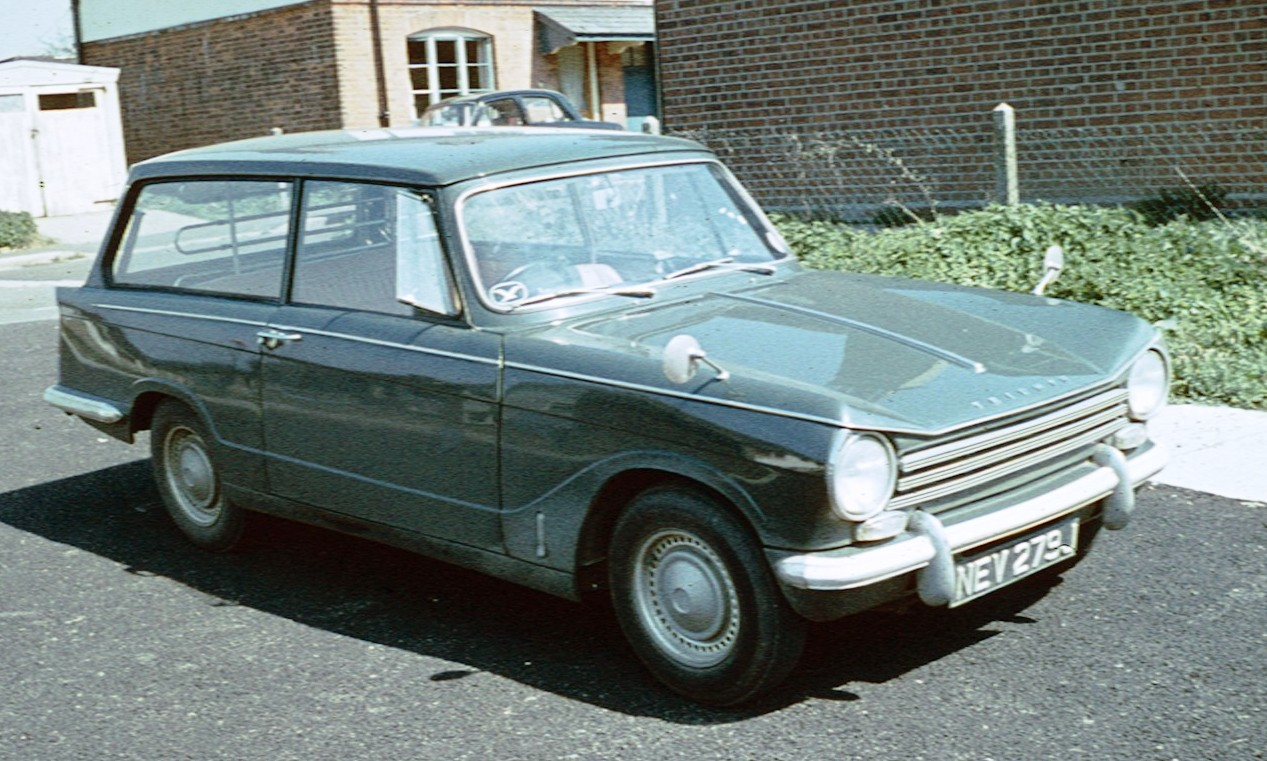
ヘラルド 13/60 エステート

## 生産台数
- Herald 948 saloon: 1959年–1964年 76,860台
- 948 convertible: 1960年–1961年 8,262台
- Herald coupe: 1959年–1961年 15,153台
- Herald 1200: 1961年–1970年 289,575台
  - saloon: 201,142台
  - coupe: 5,319台
  - convertible: 43,295台
  - estate: 39,819台
  - van: 約5,000台
- 12/50: 1963年–1967年 53,267台
- 13/60: 1967年–1971年 82,650台

## 海外生産
ヘラルドはイギリス外のいくつかの国でも組み立てが行なわれた。セパレートシャシをジグとしてコヴェントリーから組み立てキットとしても輸出された。
1960年代スタンダード・モーター・カンパニーは、ヘラルドをインドのマドラスでも
Standard Heraldとして生産した。エンジンはベーシックの948ccだが、4ドアサルーンと5ドアエステート
ボディが追加された。1971年にボディデザインに変更加えると共に車名をStandard Gazelに変更。
エンジンは変わりなかったが、リアアクスルがヘラルドの"swing-arm"とは違っていた。Gazelの生産は1977年に終了した。